# Королёв, Николай Александрович
Королёв Николай Александрович (9 мая 1913, Заручье, ныне Ярославская область — 2 июня 1999, Чебоксары) — советский фрезеровщик, передовик производства, Герой Социалистического Труда.

## Биография
Королев Николай Александрович родился 9 мая 1913 года в деревне Заручье Романово-Борисоглебского уезда Ярославской губернии (ныне — в Ярославской области). 

Трудился разнорабочим на предприятиях Рыбинска и Ленинграда. В 1931—1942 — фрезеровщик на Ленинградском заводе «Электрик», оборудование ряда цехов которого в 1942 году эвакуировано в Чебоксары. В 1942—1982 годах работал на Чебоксарском электроаппаратном заводе. 
Общественно-политическая карьера
Член КПСС с 1943 года. Избирался членом Чувашского обкома КПСС, был делегатом XIII съезда профсоюзов СССР, являлся депутатом Ленинского районного Совета народных депутатов города Чебоксары. В 1982 году Королёву Н.А. было присвоено почётное звание «Заслуженный наставник молодежи Чувашской АССР».

## Награды
- За высокие производственные показатели и создание высококачественного уникального инструмента Королёву Н.А. присвоено звание Героя Социалистического Труда (1966).
- Награждён орденами Ленина (дважды), «Знак Почёта», медалями.
- Занесён в Почётную Книгу Трудовой Славы и Героизма Чувашской АССР (1964).

## Ссылка
- Справка
- Люди труда — гордость Чувашии
- Календарь года=Ҫулталӑк кӗнеки Архивная копия от 29 августа 2017 на Wayback Machine